# آدام تامپسون
آدام تامپسون (انگلیسی: Adam Thompson؛ زادهٔ ۲۸ سپتامبر ۱۹۹۲) بازیکن فوتبال اهل بریتانیا است.
از فیلم‌ها یا برنامه‌های تلویزیونی که وی در آن نقش داشته‌است می‌توان به مارتا مارسی می مارلین اشاره کرد.
از باشگاه‌هایی که در آن بازی کرده‌است می‌توان به باشگاه فوتبال وایکام واندررز، باشگاه فوتبال برنتفورد، باشگاه فوتبال ساوتند یونایتد، باشگاه فوتبال بارنت، و باشگاه فوتبال واتفورد اشاره کرد.